# تپه حمل (کلکلی آزنا)
تپه حمل (کلکلی آزنا) مربوط به دوره ساسانیان - سده‌های اولیه و میانه دوران‌های تاریخی پس از اسلام است و در شهرستان گرمی، بخش مرکزی، دهستان اجارود غربی، روستای تنگ واقع شده و این اثر در تاریخ ۲۷ بهمن ۱۳۸۷ با شمارهٔ ثبت ۲۴۵۶۴ به‌عنوان یکی از آثار ملی ایران به ثبت رسیده است.